# Ainsworth (Nebraska)
Ainsworth is een plaats (city) in de Amerikaanse staat Nebraska, en valt bestuurlijk gezien onder Brown County.

## Demografie
Bij de volkstelling in 2000 werd het aantal inwoners vastgesteld op 1862.
In 2006 is het aantal inwoners door het United States Census Bureau geschat op 1729, een daling van 133 (-7,1%).

## Geografie
Volgens het United States Census Bureau beslaat de plaats een oppervlakte van
2,6 km², geheel bestaande uit land. Ainsworth ligt op ongeveer 768 m boven zeeniveau.

## Plaatsen in de nabije omgeving
De onderstaande figuur toont nabijgelegen plaatsen in een straal van 36 km rond Ainsworth.